# Biểu tự
Tên chữ (tiếng Trung: 表字; Biểu tự), hay tên tự, gọi tắt là tự, là phép đặt tên cho người trưởng thành theo quan niệm Nho giáo.

## Đặc điểm
Ngoài danh xưng, đến khi tròn 20 tuổi thì mỗi người được đặt thêm một tên mới gọi là biểu tự. Lúc này, danh xưng chỉ có bản thân hoặc người thân lớn tuổi gọi; giữa bạn bè đồng lứa, xã giao, cần sự tôn trọng thì phải sử dụng biểu tự, việc gọi thẳng danh xưng bị coi là bất nhã. Biểu tự thường có hai chữ và liên hệ về mặt ý nghĩa với danh xưng, có thể là đồng nghĩa hoặc trái nghĩa. Tỉ dụ: Bá Ngưu (伯牛; ngưu 牛 = con bò) là tự của Nhiễm Canh (冉耕; canh 耕 = cày), Gia Cát Lượng (诸葛亮; lượng 亮 = sáng) tự Khổng Minh (孔明; minh 明 = sáng), Hàn Dũ (韓愈; dũ 愈 = đi lên) tự Thoái Chi (退之; thoái 退 = đi lùi)...
Cứ theo Lễ ký, tục đặt biểu tự (tên tự) đã xuất hiện từ đời nhà Chu, ban đầu lưu hành trong giới quyền quý rồi lan ra các tầng lớp ưu tú khác, thể hiện sự trang trọng của nhân cách và giao thiệp, lại không phân biệt nam nữ. Ngoài ra, có rất ít trường hợp là tầng lớp thấp hoặc không học vấn mà lại đặt biểu tự. Do vậy, hầu như đây là cách phân biệt hai đối tượng có học vấn và không có học vấn.
Tên chữ thường có hai âm và thường dựa trên ý nghĩa của tên thực. Nhan Chi Thôi đời Bắc Tề tin rằng trong khi tên thực dùng để phân biệt người này với người kia, thì tên chữ sẽ biểu thị tính luân lý của một người.
Một cách khác để đặt tên chữ là dùng chữ tử (tiếng Trung: 子; bính âm: zǐ) - một danh xưng cao quý của một người đàn ông - làm chữ đầu tiên của tên chữ. Ví dụ như tên chữ của Công Tôn Kiều là Tử Sản (giản thể: 子产; phồn thể: 子產), hay của Đỗ Phủ là Tử Mỹ (子美).
Người ta cũng thường tạo ra tên chữ bằng cách dùng chữ đầu của tên chữ biểu hiện thứ tự anh em trong gia đình. Ví dụ Khổng Tử, tên thật là Khổng Khâu (孔丘), lấy tên chữ là Trọng Ni (仲尼), trong đó chữ trọng cho biết ông là con thứ hai trong gia đình. Những chữ thường dùng là Bá (伯) cho con cả, Trọng (仲) cho con thứ hai, Thúc (叔) cho con thứ ba, và Quý (季) cho con út, nếu gia đình có nhiều hơn ba con. Ví dụ: Gia đình Tư Mã Phòng cuối thời Hán: Con cả Tư Mã Lãng (司馬朗), tự Bá Đạt (伯達), con thứ Tư Mã Ý, tự Trọng Đạt (仲達), con thứ ba Tư Mã Phu (司馬孚), tự Thúc Đạt (叔達), con thứ tư Tư Mã Quỳ (司馬馗), tự Quý Đạt (季達). Ngoài ra, sách Lễ vĩ ghi lại Đích trưởng viết Bá, thứ trưởng viết Mạnh, tức con trưởng đích thì tên tự là Bá, con trưởng thứ (con vợ lẽ) tên tự là Mạnh (孟).

## Lịch sử
Trong bài viết Cách đặt biểu tự của người xưa, nhà nghiên cứu Trần Quang Đức đã liệt kê và giải nghĩa biểu tự của mấy nhân vật nổi trội trong lịch sử Việt Nam, cụ thể như sau:
- Mạc Đĩnh Chi (莫挺之; đĩnh 挺 = ngay thẳng) tự Tiết Phu (節夫; tiết 節 = đốt tre).
- Chu Văn An (朱文安; an 安 = yên lặng) tự Linh Triệt (靈澤; linh 靈 = trong vắt, triệt 澤 = nước trong).
- Lê Quý Đôn (黎貴惇) tự Doãn Hậu (允厚; đôn 惇 + hậu 厚).
- Cao Bá Quát (高伯适) tự Chu Thần (周臣; bề tôi nhà Chu). Luận ngữ có chép lời Khổng Tử: "Tám kẻ sĩ nhà Chu đều làm quan cho nhà Ngu, gồm Bá Đạt, Bá Quát, Trọng Đột, Trọng Hốt, Thúc Dạ, Thúc Hạ, Quý Tùy, Quý Qua" (周朝有八位名士：伯达，伯适，仲突，仲忽，叔夜，叔夏，季随，季騧).
- Tùng Thiện vương Nguyễn Phước Miên Thẩm (阮福綿審; thẩm 審 = tra xét) tự Thận Minh (慎明; thận 慎 = cẩn trọng, minh 明 = sáng rõ).
- Nguyễn Thế Cao (阮世高) tự Trác Phong (卓峰; trác 卓 = cao tột, phong 峰 = ngọn núi).
- Nguyễn Đình Chiểu (阮廷沼; chiểu 沼 = cái ao) tự Mạnh Trạch (孟澤; trạch 澤 = cái đầm).
- Bùi Kỷ (裴杞) tự Ưu Thiên (憂天; lo trời). Liệt tử (列子) chép: "Nước Kỷ có người lo trời sập đất lở, thân mình không có chỗ nương tựa, đâm ra mất ăn mất ngủ" (杞國有人憂天地崩墜，身亡所寄).

| “                                      | Nay Tiết công tử có học danh Tiết Bàn, biểu tự Văn Khởi, từ khi lên năm lên sáu tuổi, tính tình đã xa xỉ, nói năng ngạo mạn. 這薛公子學名薛蟠, 表字文起, 從五, 六歲時就是性情奢侈, 言語傲慢。 | ” |
| — Tào Tuyết Cần, Hồng lâu mộng, hồi IV | |   |

|    | Người Trung Quốc             | Họ              | Tên                  | Tự                 |
| -- | ---------------------------- | --------------- | -------------------- | ------------------ |
| 1  | Lão Tử (老子)                | Lý (李)         | Nhĩ (耳)             | Bá Dương (伯陽)    |
| 2  | Khổng Tử (孔子)              | Khổng (孔)      | Khâu (丘)            | Trọng Ni (仲尼)    |
| 3  | Công Tôn Kiều (公孫僑)       | Công Tôn (公孫) | Kiều (僑)            | Tử Sản (子產)      |
| 4  | Ngụy Vũ Đế (魏武帝)          | Tào (曹)        | Tháo (操)            | Mạnh Đức (孟德)    |
| 5  | Hán Chiêu Liệt Đế (漢昭烈帝) | Lưu (劉)        | Bị (備)              | Huyền Đức (玄德)   |
| 6  | Thái Diễm (蔡琰)             | Thái (蔡)       | Diễm (琰)            | Văn Cơ (文姬)      |
| 7  | Lý Bạch (李白)               | Lý (李)         | Bạch (白)            | Thái Bạch (太白)   |
| 8  | Nam Đường Hậu Chủ (南唐後主) | Lý (李)         | Tùng Gia (從嘉)      | Trùng Quang (重光) |
| 9  | Tống Thái Tổ (宋太祖)        | Triệu (趙)      | Khuông Dận (匡胤)    | Nguyên Lãng (元朗) |
| 10 | Nhạc Phi (岳飛)              | Nhạc (岳)       | Phi (飛)             | Bằng Cử (鵬舉)     |
| 11 | Trương Tam Phong (張三丰)    | Trương (張)     | Thông (通)           | Quân Bảo (君寶)    |
| 12 | Minh Thái Tổ (明太祖)        | Chu (朱)        | Nguyên Chương (元璋) | Quốc Thụy (國瑞)   |
| 13 | Đường Dần (唐寅)             | Đường (唐)      | Dần (寅)             | Bá Hổ (伯虎)       |
| 14 | Hòa Thân (和珅)              | Hòa (和)        | Thân (珅)            | Trí Trai (致齋)    |
| 15 | Nạp Lan Tính Đức (納蘭性德)  | Nạp Lan (納蘭)  | Thành Đức (成德)     | Dung Nhược (容若)  |
| 16 | Tôn Dật Tiên (孫逸仙)        | Tôn (孫)        | Đức Minh (德明)      | Tải Chi (載之)     |
| 17 | Tưởng Giới Thạch (蔣介石)    | Tưởng (蔣)      | Trung Chính (中正)   | Giới Thạch (介石)  |
| 18 | Mao Trạch Đông (毛澤東)      | Mao (毛)        | Trạch Đông (澤東)    | Nhuận Chi (潤之)   |
| 19 | Mao Thuẫn (茅盾)             | Thẩm (沈)       | Đức Hồng (德鴻)      | Nhạn Băng (雁冰)   |
| 20 | Quách Mạt Nhược (郭沫若)     | Quách (郭)      | Mạt Nhược (沫若)     | Đỉnh Đường (鼎堂)  |

|    | Người Cao Ly                          | Họ         | Tên               | Tự                  |
| -- | ------------------------------------- | ---------- | ----------------- | ------------------- |
| 1  | Cung Mẫn vương (恭愍王)               | Vương (王) | Chuyên (颛)       | Di Trai (怡齋)      |
| 2  | Trịnh Mộng Chu (鄭夢周)               | Trịnh (鄭) | Mộng Chu (夢周)   | Phố Ấn (圃隱)       |
| 3  | Triều Tiên Thái Tổ (朝鮮太祖)         | Lý (李)    | Đán (旦)          | Trọng Khiết (仲潔)  |
| 4  | Trịnh Đạo Truyền (鄭道傳)             | Trịnh (鄭) | Đạo Truyền (道傳) | Tông Chi (宗之)     |
| 5  | Kim Thời Tập (金時習)                 | Kim (金)   | Thì Tập (時習)    | Duyệt Khanh (悅卿)  |
| 6  | Hứa Quân (許筠)                       | Hứa (許)   | Quân (筠)         | Đoan Phủ (端甫)     |
| 7  | Hứa Lan Tuyết Hiên (許蘭雪軒)         | Hứa (許)   | Sở Cơ (楚姬)      | Cảnh Phiền (景樊)   |
| 8  | Thành Tam Vấn (成三問)                | Thành (成) | Tam Vấn (三問)    | Cẩn Phủ (謹甫)      |
| 9  | Thành Hiện (成俔)                     | Thành (成) | Hiện (俔)         | Khánh Thúc (磬叔)   |
| 10 | Lý Thuấn Thần (李舜臣)                | Lý (李)    | Thuấn Thần (舜臣) | Nhữ Hài (汝諧)      |
| 11 | Hứa Tuấn (許浚)                       | Hứa (許)   | Tuấn (浚)         | Thanh Nguyên (淸源) |
| 12 | Lý Túy Quang (李睟光)                 | Lý (李)    | Túy Quang (睟光)  | Nhuận Khanh (潤卿)  |
| 13 | Triều Tiên Chính Tổ (朝鮮正祖)        | Lý (李)    | Toán (祘)         | Hưởng Vận (亨運)    |
| 14 | Kim Hoằng Đạo (金弘道)                | Kim (金)   | Hoằng Đạo (弘道)  | Đàn Viên (檀園)     |
| 15 | Đinh Nhược Dung (丁若鏞)              | Đinh (丁)  | Nhược Dung (若鏞) | Mỹ Dung (美鏞)      |
| 16 | Phác Chỉ Nguyên (朴趾源)              | Phác (朴)  | Chỉ Nguyên (趾源) | Trọng Mỹ (仲美)     |
| 17 | Thân Nhuận Phúc (申潤福)              | Thân (申)  | Nhuận Phúc (潤福) | Lạp Phụ (笠父)      |
| 18 | Hưng Tuyên Đại Viện Quân (興宣大院君) | Lý (李)    | Thị Ứng (昰應)    | Thì Bá (時伯)       |
| 19 | Lý Thừa Vãn (李承晚)                  | Lý (李)    | Thừa Vãn (承晚)   | Thừa Long (承龍)    |
| 20 | Hàn Long Vân (韓龍雲)                 | Hàn (韓)   | Dụ Thiên (裕天)   | Trinh Ngọc (貞玉)   |

|    | Người Việt Nam              | Họ                  | Tên               | Tự                 |
| -- | --------------------------- | ------------------- | ----------------- | ------------------ |
| 1  | Sĩ Tiếp (士燮)              | Sĩ (士)             | Tiếp (燮)         | Uy Ngạn (威彥)     |
| 2  | Mai Hắc Đế (梅黑帝)         | Mai (梅)            | Phượng (鳳)       | Thúc Loan (叔鸞)   |
| 3  | Khương Công Phụ (姜公輔)    | Khương Công (姜公)  | Phụ (輔)          | Đức Văn (德文)     |
| 4  | Phùng Hưng (馮興)           | Phùng (馮)          | Hưng (興)         | Công Phấn (功奮)   |
| 5  | Lý Thái Tổ (李太祖)         | Lý (李)             | Công Uẩn (公蘊)   | Triệu Diên (兆衍)  |
| 6  | Đỗ Anh Vũ (杜英武)          | Đỗ (杜)             | Anh Vũ (英武)     | Quán Thế (冠世)    |
| 7  | Lê Tắc (黎崱)               | Lê (黎)             | Tắc (崱)          | Cảnh Cao (景高)    |
| 8  | Trương Hán Siêu (張漢超)    | Trương (張)         | Hán Siêu (漢超)   | Thăng Phủ (升甫)   |
| 9  | Trần Dụ Tông (陳裕宗)       | Trần (陳)           | Hạo (暭)          | Nhật Khũy (日煃)   |
| 10 | Lê Quát (黎括)              | Lê (黎)             | Quát (括)         | Bá Quát (伯适)     |
| 11 | Phạm Sư Mạnh (范師孟)       | Phạm (范)           | Sư Mạnh (師孟)    | Nghĩa Phu (義夫)   |
| 12 | Hồ Quý Ly (胡季犛)          | Lê (黎)             | Quý Ly (季犛)     | Lý Nguyên (理元)   |
| 13 | Hồ Nguyên Trừng (胡元澄)    | Lê (黎)             | Trừng (澄)        | Mạnh Nguyên (孟源) |
| 14 | Lê Thánh Tông (黎聖宗)      | Lê (黎)             | Hạo (灝)          | Tư Thành (思誠)    |
| 15 | Giáp Hải (甲海)             | Giáp (甲)           | Hải (海)          | Tiềm Phu (潛夫)    |
| 16 | Nguyễn Bỉnh Khiêm (阮秉謙)  | Nguyễn (阮)         | Bỉnh Khiêm (秉謙) | Hanh Phủ (亨甫)    |
| 17 | Phùng Khắc Khoan (馮克寬)   | Phùng Khắc (馮克)   | Khoan (寬)        | Hoằng Phu (弘夫)   |
| 18 | Giang Văn Minh (江文明)     | Giang (江)          | Văn Minh (文明)   | Quốc Hoa (國華)    |
| 19 | Nguyễn Quý Đức (阮貴德)     | Nguyễn Quý (阮貴)   | Đức (德)          | Bản Nhân (体仁)    |
| 20 | Nguyễn Huy Oánh (阮輝瑩)    | Nguyễn Huy (阮輝)   | Oánh (瑩)         | Kinh Hoa (經華)    |
| 21 | Ninh Tốn (寧遜)             | Ninh (寧)           | Tốn (遜)          | Khiêm Như (謙如)   |
| 22 | Ngô Thì Sĩ (吳時仕)         | Ngô Thì (吳時)      | Sĩ (仕)           | Thế Lộc (世祿)     |
| 23 | Bùi Dương Lịch (裴楊瓑)     | Bùi (裴)            | Dương Lịch (楊瓑) | Tồn Thành (存成)   |
| 24 | Phạm Đình Hổ (范廷琥)       | Phạm Đình (范廷)    | Hổ (琥)           | Tùng Niên (松年)   |
| 25 | Lý Văn Phức (李文馥)        | Lý Văn (李文)       | Phức (馥)         | Lân Chi (鄰芝)     |
| 26 | Nguyễn Công Trứ (阮公著)    | Nguyễn (阮)         | Công Trứ (公著)   | Tồn Chất (存質)    |
| 27 | Nguyễn Văn Siêu (阮文超)    | Nguyễn Văn (阮文)   | Siêu (超)         | Tốn Ban (遜班)     |
| 28 | Phan Thanh Giản (潘清簡)    | Phan Thanh (潘清)   | Giản (簡)         | Tĩnh Bá (靖伯)     |
| 29 | Mai Am công chúa (梅庵公主) | Nguyễn Phước (阮福) | Trinh Thận (貞慎) | Nữ Chi (女之)      |
| 30 | Nguyễn Trung Trực (阮忠直)  | Nguyễn (阮)         | Chơn (真)         | Trung Trực (忠直)  |
| 31 | Nguyễn Quang Bích (阮光碧)  | Ngô (吳)            | Quang Bích (光碧) | Hàm Huy (咸徽)     |
| 32 | Hoàng Diệu (黃耀)           | Hoàng (黃)          | Diệu (耀)         | Quang Viễn (光遠)  |
| 33 | Hoàng Kế Viêm (黃繼炎)      | Hoàng (黃)          | Tá Viêm (佐炎)    | Nhật Trường (日長) |
| 34 | Hoàng Cao Khải (黃高啟)     | Hoàng Văn (黃文)    | Khải (啟)         | Đông Minh (東明)   |
| 35 | Sương Nguyệt Anh (湯月英)   | Nguyễn Thị (阮氏)   | Khuê (奎)         | Nguyệt Anh (月英)  |
| 36 | Phan Bội Châu (潘佩珠)      | Phan Văn (潘文)     | San (珊)          | Hải Thu (海秋)     |
| 37 | Phan Kế Bính (潘繼柄)       | Phan (潘)           | Kế Bính (繼柄)    | Bưu Văn (郵文)     |
| 38 | Phạm Duy Tốn (范維遜)       | Phạm Duy (范維)     | Tốn (遜)          | Thọ An (受安)      |
| 39 | Nguyễn Văn Ngọc (阮文玉)    | Nguyễn Văn (阮文)   | Ngọc (玉)         | Ôn Như (溫如)      |
| 40 | Lý Đông A (李東阿)          | Nguyễn Hữu (阮有)   | Thanh (清)        | Thái Dịch (太易)   |